# Kłuda
Kłuda – struga, prawy dopływ Parsęty o długości 6,87 km i powierzchni zlewni 10,98 km².
Struga płynie w województwie zachodniopomorskim. Jej źródła znajdują się na łąkach nieopodal miejscowości Radomyśl. Koryto strugi jest uregulowane, a jego dno piaszczyste. Dolina Kłudy została objęta obszarem ochrony siedlisk "Dorzecze Parsęty".
Nazwę Kłuda wprowadzono urzędowo w 1950 roku, zastępując poprzednią niemiecką nazwę strugi – Klauder Bach.